# داريو كاباييرو
داريو كاباييرو (بالإسبانية: Darío Caballero)‏ (1977 في باراغواي - ) هو مدرب كرة قدم ولاعب كرة قدم باراغواياني في مركز الدفاع. لعب مع أوليمبيا أسونسيون والجامعي دي بيرو وإنديبندينتي وتشاكاريتا جيونيورز وديبورتيفو كالي وسوسيداد ديبورتيفو كيتو وسيرو بورتينيو ونادي ليبرتاد.

## وصلات خارجية
- داريو كاباييرو على موقع قاعدة بيانات كرة القدم.إي يو (الإنجليزية)